# Gley Eyherabide
Gley Eyherabide Perdomo (Melo, 9 de mayo de 1934 - Montevideo, 19 de junio de 2015) fue un escritor y periodista uruguayo.

## Biografía
Nació en Melo, departamento de Cerro Largo, en 1934. Trabajó desde 1959 en los diarios El País, El Día, La Mañana y el semanario Marcha, entre otras publicaciones, mientras iniciaba su carrera como escritor.  Se lo ha relacionado con la llamada Generación del 60, en la que se encuentran otros escritores de su época como Eduardo Galeano, Washington Benavides, Cristina Peri Rossi, Mauricio Rosencof, Alfredo Zitarrosa, Alfredo Fressia, Marosa di Giorgio, Circe Maia, entre otros. 
Por su novela Gepetto y las palomas recibió una mención en el concurso del semanario Marcha, y con Juego de pantallas llegó a la final del Premio Barral. La novela En el zoológico fue galardonada con el Premio Foglia Excelente.
A sus historias se le atribuye el uso de recursos estilísticos, la sátira grotesca y un característico sentido del humor. En 1966, Ángel Rama lo incluyó en su antología de escritores Cien años de raros. Publicó más de diez libros entre los que sobresalen los relatos breves y la novela. 
Estuvo casado con la crítica literaria Graciela Mántaras (1943 - 2008).

## Obras
- El otro equilibrista (1967)
- En la avenida (1970)
- Gepetto y las palomas (1972)
- Allá bien alto (1984)
- Todo el horror (1986)
- El tigre y otros cuentos (1987)
- Juego de pantallas (1987)
- En el zoológico (1988)
- Los treinta (1991)
- La bellísima justicia (1993)
- Historia de la ASU. Treinta y tres años de lucha popular (1993)
- Un mapa de amarillo (2012)